# Rock 'n Roll Children
Rock 'n Roll Children är Sturm und Drangs andra studioalbum, som släpptes den 13 november 2008 i Finland.

## Låtlista
1. Last of the Heroes
2. River Runs Dry
3. Break Away
4. Sinner
5. A Million Nights
6. Alive
7. These Chains
8. That’s the Way I Am
9. Life
10. Heaven (Is Not Here)